# ドッガーランド

紀元前8000年頃の北海。大陸と陸続きのグレートブリテン島の東側に突き出しているのがドッガーランド

ドッガーランド（Doggerland）は、今から1万年 - 8千年前の最終氷期、グレートブリテン島が大陸と陸続きであった時、現在のグレートブリテン島南東部に存在していたと考えられている陸地。現在は北海南部に水没し、ドッガーバンクとなっている。
1970年代の北海油田開発時代に、ノルウェーの石油探査会社PGSの海底調査をもとに、イギリスのバーミンガム大学調査団によって存在が確実視されている。面積は日本列島とほぼ同じで、以前からイギリスの地質学者クレメント・リードにより、その存在が提唱されていた。
住民は、狩猟生活を行っていたが、次第に漁労を生業とした。
氷河の崩落やストレッガ海底地すべりに伴う津波や氷河期の終わりによる海面の急激な上昇により次第に面積が狭まり、紀元前5000年頃に海没したといわれる。
現在でも、北海やバルト海でのトロール漁業で、当時の遺物が多く発見されている。

## 参考資料
- 2010年5月ナショナルジオグラフィックチャンネル